# Scybalocanthon aereus
Scybalocanthon aereus là một loài bọ cánh cứng trong họ Bọ hung (Scarabaeidae).